# Doliops basilana
Doliops basilana là một loài bọ cánh cứng trong họ Cerambycidae.